# Gustave Hamilton
Pour les articles homonymes, voir Hamilton.
Gustave Honoré Hamilton est un acteur franco-belge né le 27 mars 1871 à Bruxelles (Belgique) et mort le 5 janvier 1951 à Villefranche-sur-Mer (Alpes-Maritimes).
Il est le neveu de l'acteur, metteur en scène et dramaturge Louis Péricaud et l'oncle de l'acteur Jacques Sablon. Acteur dans Les Enfants du paradis, il y interprète le concierge du théâtre.

## Filmographie
- 1911 : Fafarifla ou le Fifre magique de Gaston Velle - Fafarifla
- 1911 : Pendaison à Jefferson City de Jean Durand
- 1912 : La Chasse à l'homme / Cent dollars mort ou vif de Jean Durand
- 1912 : Le Railway de la mort de Jean Durand
- 1912 : Le Révolver matrimonial de Jean Durand
- 1928 : Les Nouveaux Messieurs de Jacques Feyder
- 1929 : Mon béguin de Hans Behrendt
- 1930 : Romance à l'inconnue de René Barberis
- 1930 : L'Anglais tel qu'on le parle de Robert Boudrioz - Arthur
- 1931 : Bombance de Pierre Billon - court métrage - La Tomate
- 1932 : Un beau mariage de Charles-Félix Tavano - court métrage -
- 1932 : Un client de province de Charles-Félix Tavano - court métrage - Fanchonnet
- 1932 : Le Billet de logement de Charles-Félix Tavano - Frère Dingois
- 1933 : Le Témoin de Pierre de Cuvier - court métrage -
- 1933 : Le Grillon du foyer de Robert Boudrioz - Caleb
- 1934 : Pension Mimosas de Jacques Feyder
- 1934 : Studio à louer de Jean-Louis Bouquet - court métrage - M. Le Menhir
- 1934 : L'Homme à l'oreille cassée de Robert Boudrioz - Le docteur renaud
- 1934 : Maria Chapdelaine de Julien Duvivier - Le vieux Français
- 1935 : La Figurante de Charles-Félix Tavano - court métrage - Le commissaire
- 1935 : La Mariée du régiment de Maurice Cammage
- 1935 : L'ami de Monsieur de Pierre de Cuvier - court métrage - Chantecaille
- 1936 : Une gueule en or de Pierre Colombier
- 1936 : Le roi de Pierre Colombier
- 1937 : Le concierge revient de suite de Fernand Rivers - court métrage -
- 1937 : Ne tuez pas Dolly de Jean Delannoy - court métrage -
- 1937 : Boissière de Fernand Rivers
- 1937 : La Fille de la Madelon de Georges Pallu et Jean Mugeli
- 1937 : Les Gens du voyage de Jacques Feyder
- 1937 : Nuits de feu de Marcel L'Herbier
- 1938 : Son oncle de Normandie / La fugue de Jim Baxter de Jean Dréville
- 1939 : Menaces de Edmond T. Gréville
- 1943 : Les Enfants du Paradis de Marcel Carné - film tourné en deux époques - Le concierge du théâtre
- 1946 : Le Mariage de Ramuntcho de Max de Vaucorbeil
- 1947 : Pour une nuit d'amour de Edmond T. Gréville
- 1948 : La belle meunière de Marcel Pagnol
- 1949 : Le Roi de Marc-Gilbert Sauvajon
- 1950 : Coupable ? de Yvan Noé
- 1950 : Dominique de Yvan Noé - Le grand-père